# 張光直
張光直（1931年4月15日—2001年1月3日），生於北京。考古學家、人類學家，曾任中央研究院副院長、美國國家科學院院士，亦曾任教於美國耶魯大學與哈佛大學。

## 家族
父親張我軍為台灣新文學健將。
哥哥張光正，1945年初从北京秘密离家投身抗战，同年5月由晋察冀抗日根据地指派回到北京家中，后按计划考入华北治安军军官学校以图瓦解日伪军，内战爆发后回到解放区并留在大陆。又名何标。
弟弟張光誠和張光直一起從中國大陸回台，後來都去美國。

## 生平
張光直和父母返台後，就讀台北市建國中學，在左派校長陳文彬和國文教師羅鐵鷹的影響下，接受了左派思想，並培養了文學的興趣。張光直在白色恐怖四六事件中被捕，被關押一年多，通過父亲的黨政關係才得釋放。
張光直留學美國，於哈佛大學師從戈登·藍道夫·威利，取得人類學博士學位。取得哈佛大學博士學位後，張光直於耶魯大學人類學系任教長達16年，1977年回到母校哈佛人類學系任教，曾任該系系主任一職。
張光直在1994年應李遠哲邀請回台灣，擔任中央研究院副院長，1996年健康因素辭職，到美國休養，2001年因帕金森氏症在美國麻塞諸塞州去世，葬于奥本山公墓。
为纪念张光直，國立臺灣史前文化博物館将图书室命名为“張光直紀念圖書室”。

## 學術成就

### 北美
張光直的學術職涯主要在北美考古學界的耶魯大學與哈佛大學進行，有三大重要貢獻：
一、在聚落考古學(settlement archaeology)有卓著的貢獻。
二、對中國考古學有重要貢獻，其代表作《古代中國考古》（The Archaeology of Ancient China) 曾修訂多次，其中最後一版提出中國文化的多元起源論，迄今仍然是北美考古學界的中國考古學最主要的指導理論。
三、在1990年代，美國學界與中華人民共和國在中國境內諸多考古田野合作計劃的核心推動者。

### 台灣
張光直在1970年代，通過在臺灣中部主持「濁大計畫」的發掘工作，將當代文化人類學及考古學的理論以及方法應用在中國考古學與臺灣考古學，促成台灣學界與當代考古學發展的接軌。並於1986年號召推動臺灣史田野研究計劃，成為日後中央研究院臺灣史研究所的雛形。

### 中國
張光直曾經化名「韓起」，於1979年投稿〈台灣省原始原始社會考古概述〉至中華人民共和國中國社會科學院考古研究所出版的《考古》學術期刊，廣泛影響了中國考古學界對台灣史前研究的認識，文中強調「从考古学上证明了『台湾同胞』 这四个字不但适用明末以来大批移入台湾的汉人同胞, 而且适用于在本省历史远为悠久的高山族与平埔族的同胞」，成為中國考古學界研究台灣史前史與台灣人源流的典範研究，為中國政治宣傳主張台灣原住民隸屬於中華民族的學術證據基礎。

## 著作

### 中文
- 《商周青銅器與銘文的綜合研究》 (1973)
- 《張我軍詩文集》 (1975)
- 《臺灣省濁水溪與大肚溪流域考古調查報告》 (1977)
- 《中國青銅時代》 (1983)
- 《考古學專題六講》 (1988)
- 《九洲學刊選編(一)》 (1988)
- 《中國青銅時代第二集》 (1990)
- 《美術.神話與祭祀》 (1992)
- 《考古人類學隨筆》 (1995年)，ISBN 978-957-08-1442-2
- 《中國考古學論文集》 (1995)
- 《蕃薯人的故事》 (1998)，ISBN 978-957-08-1757-7
- 《古代中國考古學》 (2002)
- 《商文明》（Shang Civilization）(2002)
- 《張光直文學作品集 : 考古學家張光直文學作品集粹》 (2005)

### 西文
- Rethinking Archaeology (1967)
- Settlement Archaeology (1968)
- Fengpitou, Tapenkeng, and the Prehistory of Taiwan, ISBN 978-0-913516-06-5 (1969)
- Early Chinese Civilization: Anthropological Perspectives (1976)
- Food in Chinese Culture: Anthropological and Historical Perspectives (1977)
- Fong, Wen (ed.). . New York: The Metropolitan Museum of Art. 1980  [2013-12-22]. ISBN 0870992260. （原始内容存档于2013-12-24）. (Chang has essay in)
- Art, Myth and Ritual: the Path to Political Authority in Ancient China (1983) 《美術、神話與祭祀》
- The Formation of Chinese Civilization : an archaeological perspective (2002)
- Souvenirs de la patate douce : une adolescence taiwanaise (2005)

## 榮譽

### 受獎
- 亞洲研究協會(Association for Asian Studies (AAS)), 1996 Award for Distinguished Contributions to Asian Studies[8]

### 評價
- 余英时：「他是一座没有爆发的火山，但是他的光和热已永远留在人间。」[9]

## 外部連結
- Short Biography with a link to K.C. Chang's complete bibliography
- National Academy of Sciences Biographical Memoir （页面存档备份，存于）